# Pastoralisme nomade
Le pastoralisme nomade est une forme de pastoralisme dans lequel le bétail est mené en troupeau dans le but de trouver de nouveaux pâturages. À proprement parler, les nomades suivent un motif irrégulier de mouvement, en contraste avec la transhumance saisonnière où les pâturages sont fixes. Cependant, cette distinction n'est pas souvent observée et le terme nomade peut être utilisé dans les deux cas, les cas historiques de régularité des mouvements sont souvent inconnu dans tous les cas. Le bétail visé comprend des herbivores, tels que bovidés (bovins, yaks, moutons, chèvres), cervidés (tel que rennes), équidés (tels que chevaux ou ânes), camélidés (tels que chameaux ou lamas), ou un mélange d'espèces. Le pastoralisme Nomade est couramment pratiquée dans les régions avec peu de terres arables, généralement dans les pays en développement, en particulier dans les terres de steppe au nord des zones agricoles de l'Eurasie. On estime entre 30 et 40 millions le nombre de pasteurs nomades dans le monde entier, la majorité se trouvant en Asie centrale (peuples cavaliers) et dans la région du Sahel, de l'Afrique de l'Ouest.
L'augmentation du nombre de bêtes peut conduire à un surpâturage de la zone et sa désertification, lorsque les terres ne sont pas autorisées à récupérer entièrement d'une période de pâturage à la suivante. L'Augmentation de l'enclosure et la délimitation des terres a réduit la quantité de terres disponibles pour cette pratique et provoqué des conflits d'usage. Les déjections de bêtes dans les zones arides rapidement piétinées contribuent à l'amendement et au renouvellement des sols.

## Origine

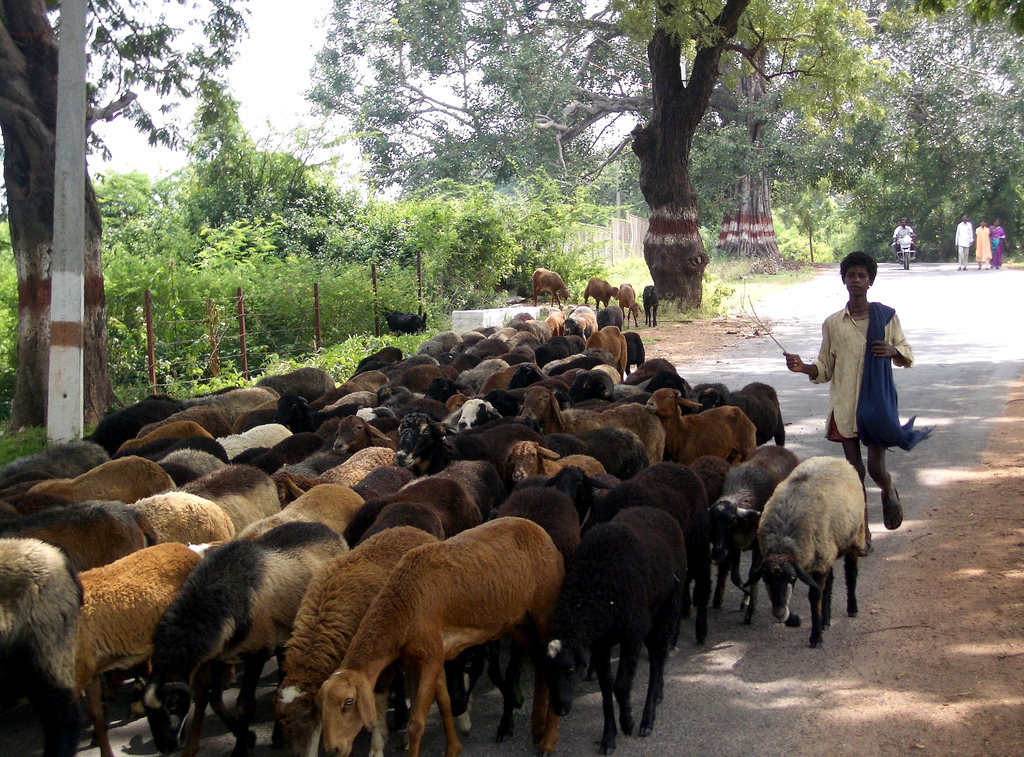
Garçon conduisant un troupeau de moutons en Inde

Le pastoralisme nomade, est une conséquence de la révolution néolithique. Pendant la révolution, l'homme a commencé à domestiquer les animaux et les plantes à des fins d'alimentation, et commencé à former des villes. Le nomadisme a généralement existé en symbiose avec ces cultures réglées, négociant des produits d'origine animale (viande, peaux, laine, fromages et autres produits d'origine animale) et les articles manufacturés, pas le fait des éleveurs nomades.
Pour ce qui concerne l'Asie centrale, les savants soviétiques des années 30 comme Mikhaïl Artamonov pensaient que le pastoralisme nomade était apparu en même temps que le système culturel des cavaliers guerriers nomades au 1er millénaire avant J.-C. Celui-ci se serait étendu, comme une réaction en chaîne, à travers toute la zone steppique et la réaction générale provoquée chez les sédentaires aurait débouché ou bien sur une soumission aux nomades ou sur une symbiose, il est aujourd'hui affirmé que le pastoralisme nomade est apparu plus tôt. Un autre processus est dès lors avancé (souvent avancé par Thérèse de Sonneville-David) par lequel il y eut en premier lieu, chez les sédentaires comme chez les nomades, des éleveurs (de bœufs ou de chevaux) qui arrivèrent à la formation de plus grandes unités, peut-être aussi au nom d'une religion nouvellement formulée (Les traces de tels processus sont claires dans l'Avesta). « Il se peut qu'alors les sédentaires et les semi-nomades conservèrent des territoires dans lesquels une densité de population considérable était possible, et évacuèrent les autres régions pour se diriger plus loin vers le sud, avec une économie pastorale, quoique non nomade, en premier lieu au Pendjab et ensuite sur le plateau iranien. » On pourrait imaginer que se formerait finalement un nouvel état d'équilibre.
Henri Fleisch a timidement suggéré que de l'industrie du berger Néolithique du Liban date peut-être de l'Épipaléolithique et qu'il a peut-être été utilisé par l'une des premières cultures de bergers nomades, dans la Plaine de la Bekaa,. Andrew Sherratt (en) démontre que les premières populations agricoles ont utilisé principalement l'élevage pour la viande, et que les autres applications ont été explorées, par des agronomes devant s'adapter à de nouvelles conditions, en particulier dans les zones semi-arides.

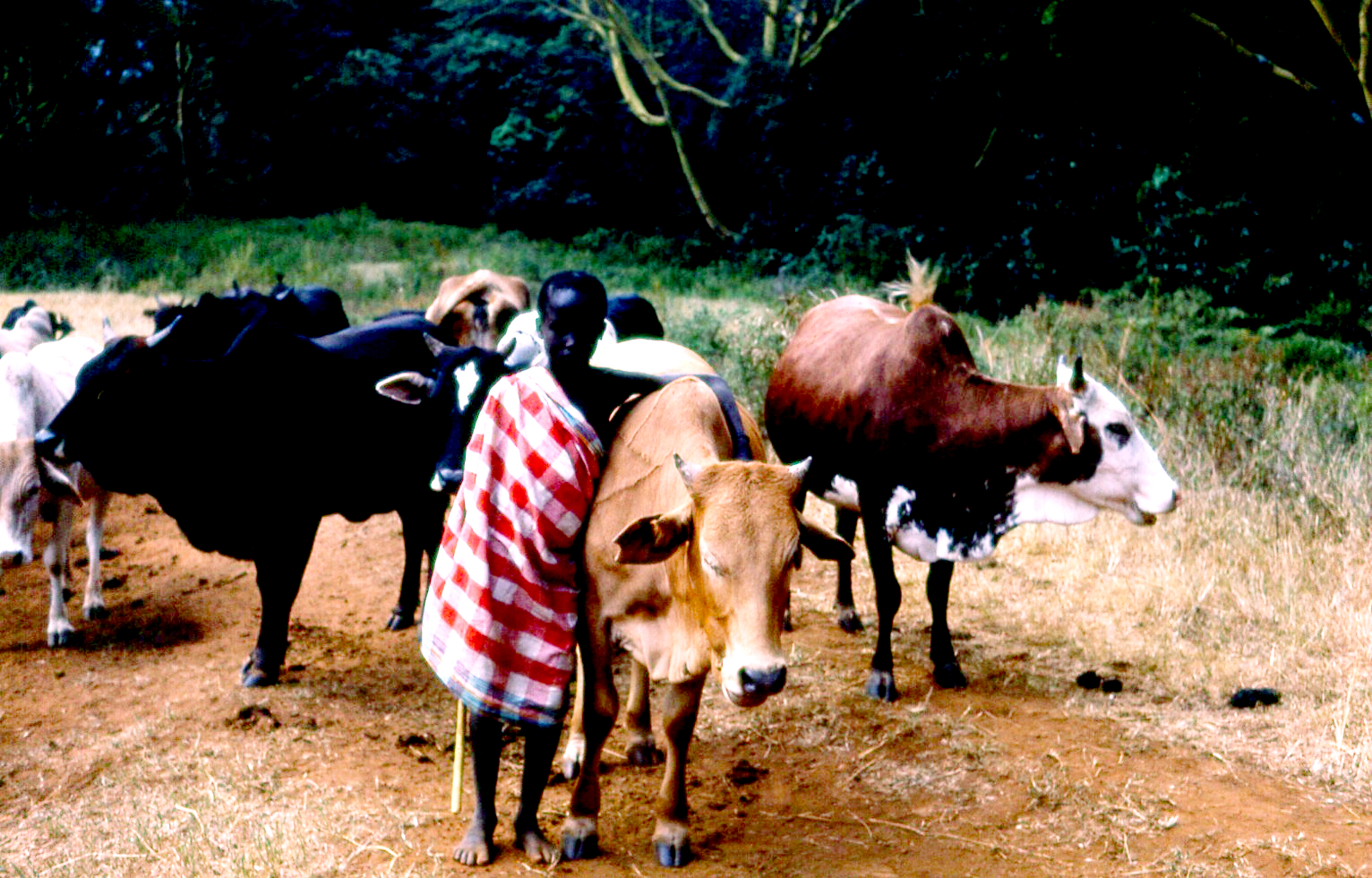
Un jeune berger Maasaï au Kenya.

On a longtemps affirmé que les éleveurs nomades, n'ont pas laissé de vestige archéologique, mais cela a maintenant été remis en question, et ce n'était clairement pas le cas pour beaucoup d'anciens peuples nomades d'Eurasie, qui ont laissé de très riches lieux de sépulture, les Kourganes. Des sites de pastoralisme nomade ont été identifiés de par leur emplacement à l'extérieur de la zone agricole, par l'absence de grains ou d'équipement céréalier, par la présence d'une architecture limitée et caractéristique, par la prédominance d'ossements de brebis et de chèvre, et par analogie ethnographique aux peuples pastoraux nomades modernes. Juris Zarins (en) a proposé que le nomadisme pastoral a commencé comme un mode de vie culturel dans le sillage de la crise climatique de 6200 av. J.-C., quand la poterie Harifian des chasseurs-cueilleurs dans le Sinaï a fusionné avec le Néolithique précéramique B des agriculteurs pour produire la culture Munhata (en), un mode de vie nomade basé sur de la domestication des animaux qui s'est développé dans le Yarmoukian (en) et, de là, dans un complexe pastorale nomade circum-Arabe, de là, la propagation des langues Proto-sémitiques.

## Modèle nomades

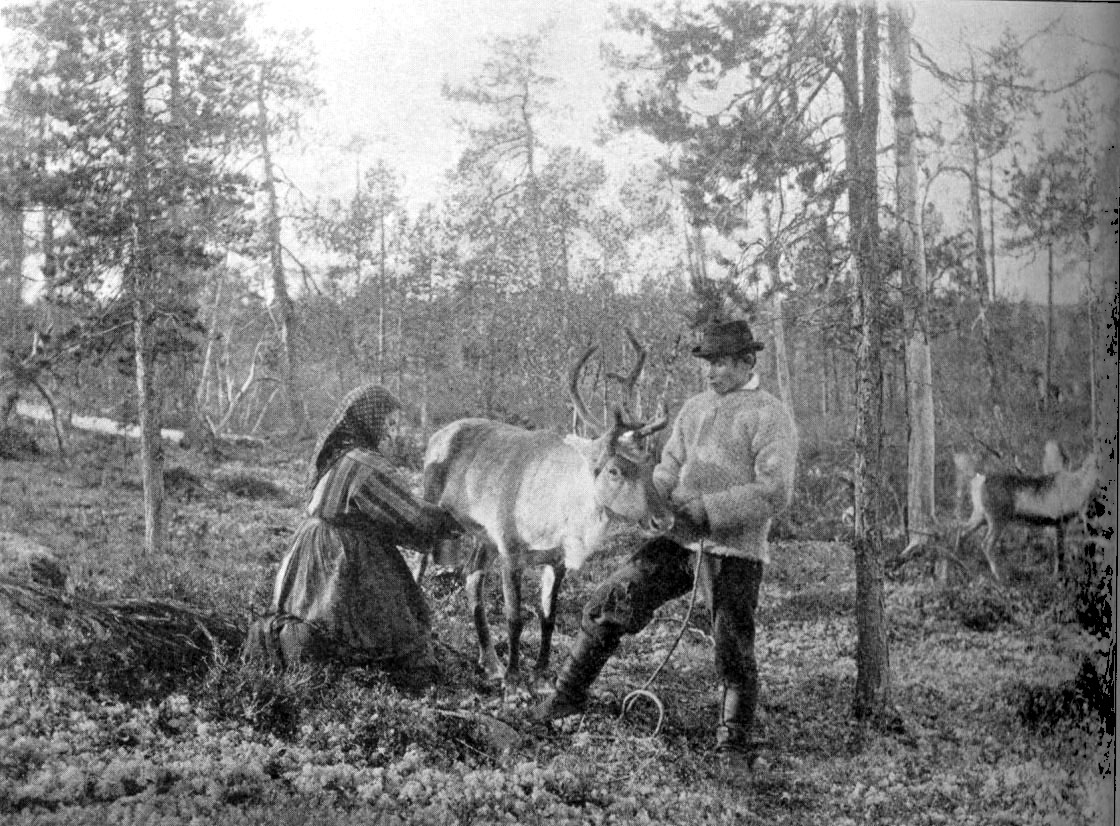
Rennes traite dans une forêt, à l'ouest du Finnmark, vers 1900

Souvent, les groupes nomades traditionnels s'installent dans un profil saisonnier régulier de transhumance. Voici un exemple de cycle nomade dans l'hémisphère nord :
- Printemps (début avril à fin juin) — transition
- Été (fin juin à fin septembre) — plateau plus élevé
- Automne (mi-septembre à fin novembre) — transition
- Hiver (décembre à fin mars) — Désert des plaines[13].

Les mouvements dans cet exemple sont environ de 180 à 200 km. Les camps sont établis au même endroit chaque année; souvent des abris semi-permanents, construits dans au moins un endroit sur cette route de migration.
Dans les sous-régions comme le Tchad ou le Cameroun, le cycle des pasteurs nomades s'établit comme suit :
- Pendant la saison des pluies, les groupes vivent dans un village conçu pour un séjour confortable. Les villages sont souvent fabriqués en matériau robuste comme l'argile. Les hommes et femmes âgés restent dans ce village quand les autres personnes se déplacent avec les troupeaux en saison sèche.
- Pendant la saison sèche, les gens déplacent leurs troupeaux vers les villages du sud avec plus de caractère temporaire. Ils se déplacent ensuite à l'intérieur, où ils séjournent dans des camps de tentes. Au Tchad, les villages robustes sont appelés hillé, les villages moins robustes sont appelés dankhout et les tentes ferik[14].

## Le pastoralisme nomade autour du monde
(août 2016).
Si vous disposez d'ouvrages ou d'articles de référence ou si vous connaissez des sites web de qualité traitant du thème abordé ici, merci de compléter l'article en donnant les références utiles à sa vérifiabilité et en les liant à la section « Notes et références ».

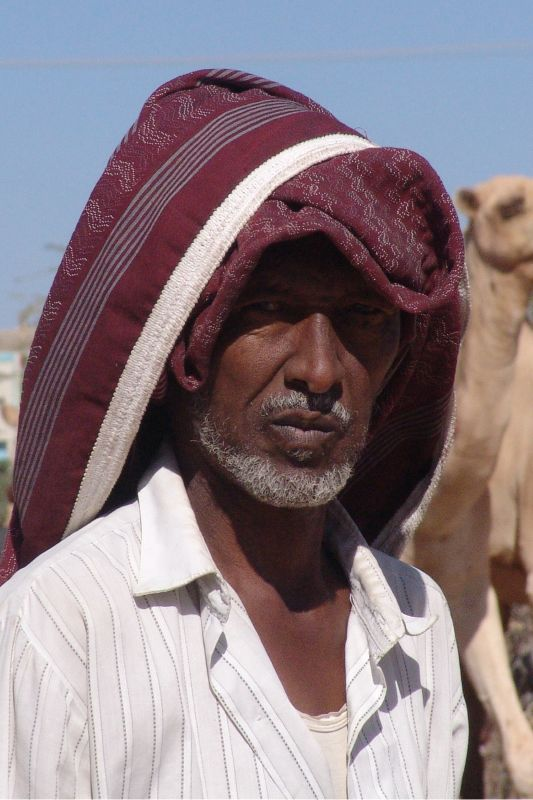
Un négociateur en chameaux en Hargeisa, Somalie.

Le pastoralisme nomade a été historiquement très répandu partout dans les régions les moins fertiles de la Terre. Il se retrouve dans les zones de faible pluviométrie, tels que la Péninsule Arabique habitée par des Bédouins, ainsi qu'en Afrique du Nord-est, habitée par les Somalis où le pastoralisme nomade basé sur les chameaux, les moutons et les chèvres, est particulièrement commun. La transhumance nomades est aussi commune dans les régions où le climat est rude, telles le Nord de l'Europe et la Russie, habitée par les Samis, les Nénètses et les Chukchis. Il y a environ 30 à 40 millions de nomades dans le monde. Les pasteurs nomades et semi-nomades, forment une minorité significative mais à la baisse des dans des pays tels que l'Arabie saoudite (probablement moins de 3 %), l'Iran (4 %) et l'Afghanistan (plus de 10 %). Ils représentent moins de 2 % de la population dans les pays de l'Afrique du Nord à l'exception de la Libye et de la Mauritanie.

### Eurasie
La Steppe eurasienne a été en grande partie peuplée par les nomades depuis le début de la préhistoire, avec une succession de peuples connus par les noms donnés par les sociétés de l'écriture, y compris les Scythes, les Sakas et les Yuezhis.
Les Mongols dans ce qui est maintenant la Mongolie, la Russie et la Chine, ou plus généralement les Tartares, (les tartares et la Tartarie, sont des appellations des peuples cavalier et sociétés d'éleveurs turco-mongols de l'Europe de l'Est, d'Asie Centrale, de Sibérie et d'Extrême Orient) ont été des nomades qui pratiquaient la transhumance nomade sur les rudes steppes d'Asie. Quelques restes de ces populations demeurent nomades à ce jour.
En Mongolie (république indépendante, les Mongols vivant également en Russie, Chine, Afghanistan), environ 40 % de la population, continuent à vivre un mode de vie nomade traditionnel.
En Sibérie, dans le Dongbei, à l'Est de la Mongolie, et au Nord de l'Amérique (Canada, Alaska, les éleveurs de rennes également appelés caribou au Canada), pratiquent également le pastoralisme nomade.
Les nomades Samis, un peuple autochtone du nord de la Finlande, de la Suède, de la Norvège, et la Péninsule de Kola en Russie, pratique une forme de transhumance nomade basé sur le renne. Aux XIVe et XVe siècles, quand la population de rennes a été suffisamment réduite et que les Sami ne pouvaient plus subsister de la seule chasse, certains Samis, organisés en clans familiaux, sont devenus éleveurs de rennes. Chaque famille a des territoires sur lesquels il fait traditionnellement paître ses troupeau, arrivant à peu près à la même heure chaque saison. Seule une petite fraction de Sami subsistait de l'élevage du renne au cours du siècle passé ; comme la partie la plus pittoresque de la population, ils sont bien connus. Mais comme ailleurs en Europe, la transhumance est en train de dépérir[réf. nécessaire].
Au milieu des collines de l'Himalaya du Népal, les personnes vivant au-dessus d'environ 2 000 m pratiquent la transhumance et le pastoralisme nomade car l'agriculture sédentaire y est moins productive en raison des pentes raides, des températures plus fraîches, qui limitent les possibilités d'irrigation. Les distance entre pâturage d'été et d'hiver peuvent être courtes, par exemple dans le voisinage de Pokhara où une vallée à environ 800 mètres d'altitude est de moins de 20 km (de large). Dans l'alpage juste en dessous de l'Annapurna dans l'Himalaya, les distances sont de 100 km ou plus. Par exemple, dans la zone Rapti, environ 100 km à l'ouest de Pokhara, les Kham Magar (en) déplacent leurs troupeaux entre les pâturages d'hiver, juste au nord de l'Inde et les pâturages d'été, sur les pentes sud de l'Himalaya Dhaulagiri. Dans l'extrême ouest du Népal, une ethnie Tibétaine vivant au Dolpa et autres vallées au nord du haut Himalaya déplace leurs troupeaux au nord en hiver sur les plaines de la partie supérieure du bassin du Yarlung Zangbo au Tibet, jusqu'à ce que cette pratique soit interdite après que le Tibet soit occupé par la Chine en 1950-51[réf. nécessaire].

### Europe de l'Ouest
Le Mesta est une association de propriétaires de moutons, (noblesse espagnole et ordres religieux) qui ont un important rôle économique et politique dans la Castille médiévale. Afin de préserver les droits de passage de sa de transhumance à travers cañadas, le Mesta agit contre les petits paysans[réf. nécessaire].

### Afrique

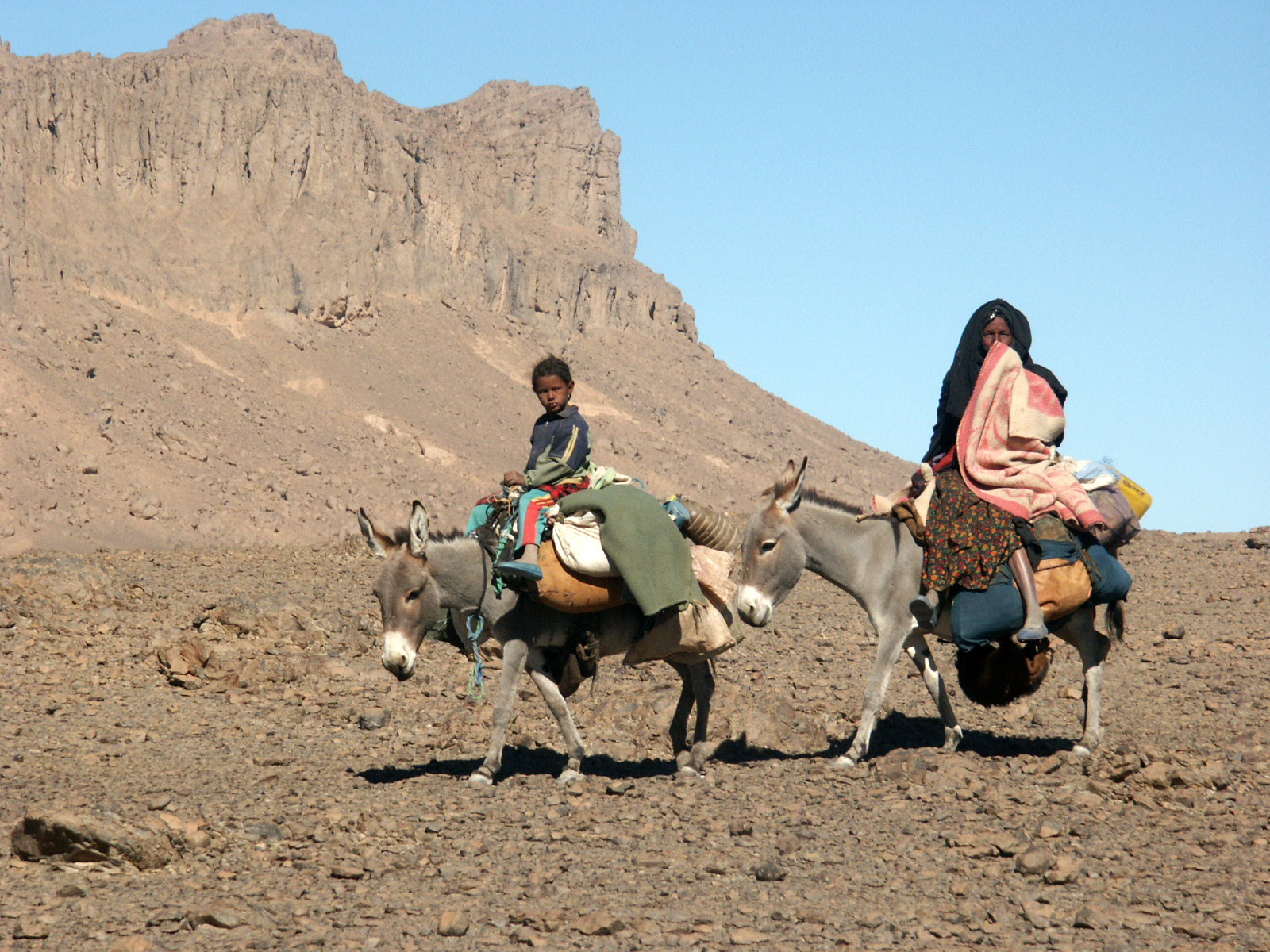
Les touareg nomades dans le sud de l'Algérie

L'Afrique abrite la majeure partie des populations vivant exclusivement ou principalement de l'élevage - 20 millions sur 30 dans le monde -, mais ce sont 50 millions d'Africains qui sont concernés par le pastoralisme parce que la frontière n'est pas franche avec l'agriculture paysanne. L'Afrique porte les 2/5e des terres arides et semi-arides - 20 millions de km2 - et les plus grandes étendues de pâturages permanents - 6,3 millions de km2 - devant l'Amérique latine (5,4) et « l'Océanie » (4,6). Les sociétés pastorales africaines sont étrangères aux cadres « nationaux » et territoriaux qui gouvernent la vie politique, économique et sociale, ce qui les « différencie des pasteurs proches et moyens orientaux ».
Au Tchad, les éleveurs nomades incluent les Zaghawa, Kreda, et Mimi

#### Transhumance et pastoralisme au Maghreb
Le pastoralisme nomade et semi-nomade a longtemps structuré la vie des communautés berbères au Maghreb. Le berger, ou amksa en tamaziɣt, joue un rôle central. Dans les sociétés sédentaires, il s'agit souvent d'un enfant ou d'un adolescent gardant le troupeau familial, tandis que chez les nomades ou semi-nomades, le berger devient un professionnel capable de mener les troupeaux sur plusieurs centaines de kilomètres entre pâturages tribaux.
Malgré un accès limité à l'éducation formelle, le berger possède une connaissance approfondie du milieu naturel, sait soigner les bêtes à partir des plantes locales et guide le troupeau sur des itinéraires précis lors des transhumances saisonnières, négociés entre tribus. Les transhumances suivent des règles strictes concernant l'accès aux pâturages, agʷdal en tamaziɣt, les périodes de mise en défens et les limites du nombre de bêtes.
Le pastoralisme est accompagné de rites saisonniers liés à l'agnelage, à la tonte et aux transhumances, visant à assurer fertilité et abondance. Certaines pratiques rituelles sont observées, comme rester plusieurs semaines sans se raser pour favoriser la laine ou la prospérité du troupeau.
Les relations entre propriétaires et bergers reposent sur des contrats d'association traditionnels, dans lesquels le berger reçoit en échange une part du troupeau, de la nourriture, des vêtements et d'autres rétributions en nature. Ces contrats peuvent durer plusieurs années et inclure la participation de la famille du berger. Avec la modernisation, certaines transhumances se font par camions et les contrats traditionnels cèdent progressivement place à des relations salariales.
La vie et les coutumes des bergers maghrébins présentent des similitudes avec celles des pasteurs du bassin méditerranéen.

## Pastoralisme transfrontalier
Parfois, les pasteurs nomades, déplacent leurs troupeaux au travers des frontières internationales dans la recherche de nouveaux pâturages ou pour le commerce. Cette activité transfrontalière peut parfois conduire à des tensions avec les gouvernements nationaux, car cette activité est le plus souvent informelle et au-delà de leur contrôle et réglementation. En Afrique de l'Est, par exemple, plus de 95 % du commerce transfrontalier se fait en dehors des canaux officiels et officieux du commerce de bovins vivants, chameaux, moutons et chèvres (de l'Éthiopie vers la Somalie, le Kenya et Djibouti) générant en estimation une valeur totale entre 250 $ et 300 millions de dollars US par an (100 fois plus que le montant officiel). Ce commerce contribue à réduire les prix des denrées alimentaires, augmenter la sécurité alimentaire, soulager les tensions frontalières et promouvoir l'intégration régionale. Cependant la nature non réglementée et sans-papiers de ce commerce induit des risques, notamment de permettre aux maladies de se propager plus facilement au travers des frontières nationales. D'autre part, les gouvernements sont malheureux de la perte en recettes fiscales et en devises.
Des initiatives visant à promouvoir et documenter le commerce transfrontalier ont eu lieu, afin de stimuler la croissance régionale et la sécurité alimentaire, mais aussi permettre la vaccination efficace des animaux. Initiatives incluentde Regional Resilience Enhancement Against Drought (RREAD), le Enhanced Livelihoods in Mandera Triangle/Enhanced Livelihoods en Éthiopie du Sud (ELMT/ELSE) en tant que membre du programme Regional Enhanced Livelihoods in Pastoral Areas (RELPA) in Afrique de l'Est, et le Regional Livelihoods Advocacy Project (REGLAP) financé par la Commission Européenne, l'Office d'Aide Humanitaire (ECHO).